# Церковь святого Аполлинария (Прага)
Церковь святого Аполлинария (чеш. Kostel svatého Apolináře) — римско-католический приходской храм, расположенный на холме Ветров по улице Аполлинарская Нового Места Праги.
Построен в готическом стиле во второй половине XIV века по инициативе короля Карла IV. В настоящее время церковь относится к римско-католическому приходу, который до 2012 года возглавляла община Chemin Neuf, а с 2012 года приход доверен общине миссионеров святого Карла Боромейского. С 1958 года церковь охраняется как культурный памятник Чешской республики.

## История

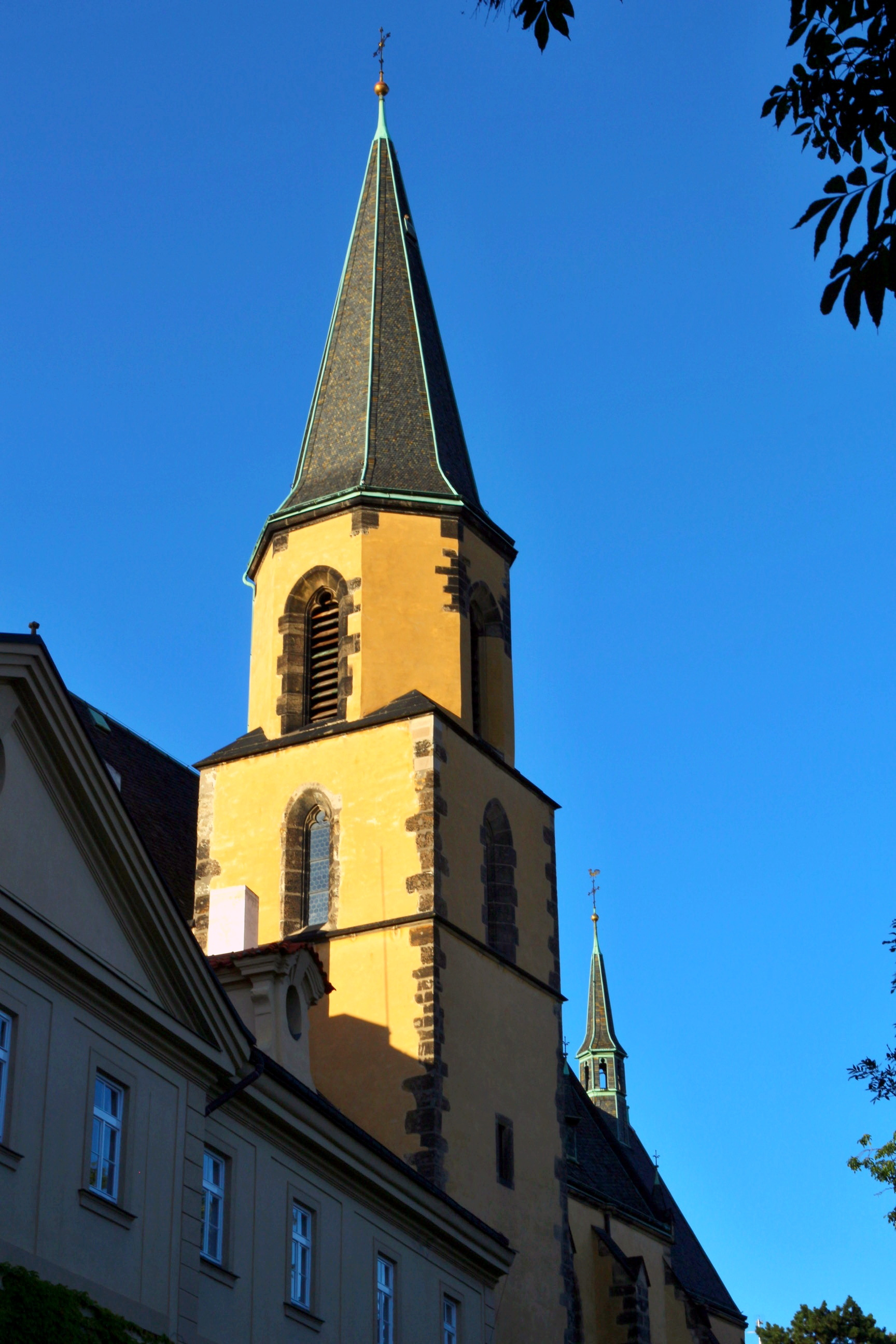
Внешний вид башни с южной стороны

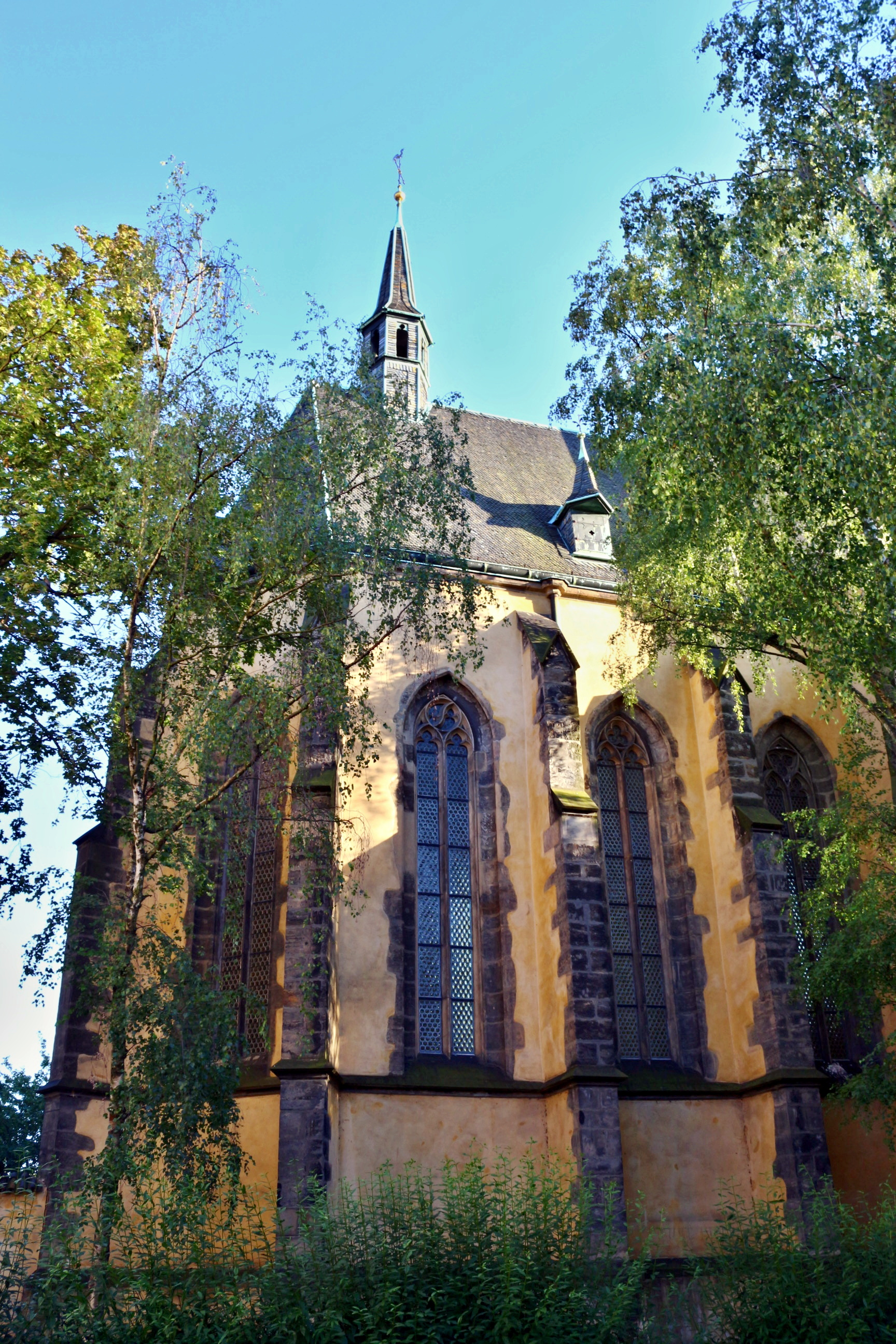
Внешний вид пресбитерия (алтаря) церкви с северной стороны

В 1348 году холм Ветров присоединили к Карлову в пражском Новом городе. Благодаря этому в 1362 году по соглашению с пражским архиепископом Арносом из Пардубиц, предложившим перевести каноническую коллегию из стредочешского Садска на гору святого Аполлинария в Праге, Карлом IV был заложен костёл. Однонефное готическое строение с узким пресбитерием, крестовым сводом и внешними контрфорсами возникло приблизительно между 1360-90 гг. Есть версия, что на холме Ветров в то время стояла часовня святого Ильи, которую перед новым строительством основательно демонтировали и церковь св. Аполлинария уже никак архитектурно не связана с ней.

### Строительство костёла
Строительство костёла проходило в два этапа. В ходе первого, примерно в 1360-76 гг, выстроен продольный неф зала с пятью сводчатыми травеями, а на его двускатной крыше расположилась санктусова башня (башня-святилище), это позволило нефу временно функционировать как самостоятельный костёл, хотя у него ещё не было пресбитерия (алтаря). Через несколько лет на южной стороне началось строительство основной башни. На втором этапе строительства достроили пресбитерий. Завершение всего костёла датируется 1390 годом.

### Ранняя истории
Первоначальная капитула святого Аполлинария состояла из пробства, восьми каноников и капитульного дома, который был присоединён к костёлу, вступая непосредственно на трибуну церкви с западной стороны. Около 1419 года капитула оставила храм на последнего каноника Петра с Кромержижа, который присоединился к гуситам, что, возможно, является одной из причин, почему костёл при гуситах остался сохраненным. Между 1414-18 гг. при храме работала школа.
В 1420 году использовали территорию церкви осаждавшие Вышеград восточно-чешские сухопутные войска, после костёл служил утраквистам. Так как святая капитула костёл не использовала и богослужения не проводились, король Владислав II в 1498 году приказал, что аполлинарская капитула должна обязательно выдержать викарии, а после в 1503 году он окончательно подтвердил соединение коллегий святовитской и святоаполлинарской.
В 1599 Рудольф II за проведение богослужений и обещание содержания здания в порядке уступил храм и его имущество новоместской общине, использовавшей и содержавшей комплекс до 1628 года. В течение этого времени святилище восстановили и обновили новым колоколом. Однако в 1628 году император Фердинанд II приказал вернуть приходскую церковь католической святовитской коллегии.
В 1689 году интерьер святилища повредили протестанты, а шторм конца 1670 года, выбив остекление окон, сорвав санктусову башню и сломав стропила, нанёс костёлу значительный ущерб. В следующем году деканом Яном Франтишком из Талмберка храм был восстановлен, но уже в барочном контексте. Новую барочно-санктусовую башню с луковичным куполом и новым частично барочным интерьером, вероятно, спроектировал Даниэль Ринд. Бывший декан костёла создал в нефе новый алтарь Божьей Матери Староболеславской (1671).
В 1747 г. при строительстве соседнего здания в храме заделали западное окно и портал под ним.
В 1757 году строение заняло прусское войско, устроив в нём временную оружейную мастерскую. При последующем сражении значительно пострадали кладка и штукатурка, после чего были проведены новые восстановительные работы интерьера.

## Реконструкция

### Барокизация (1671 и 1757—1768)

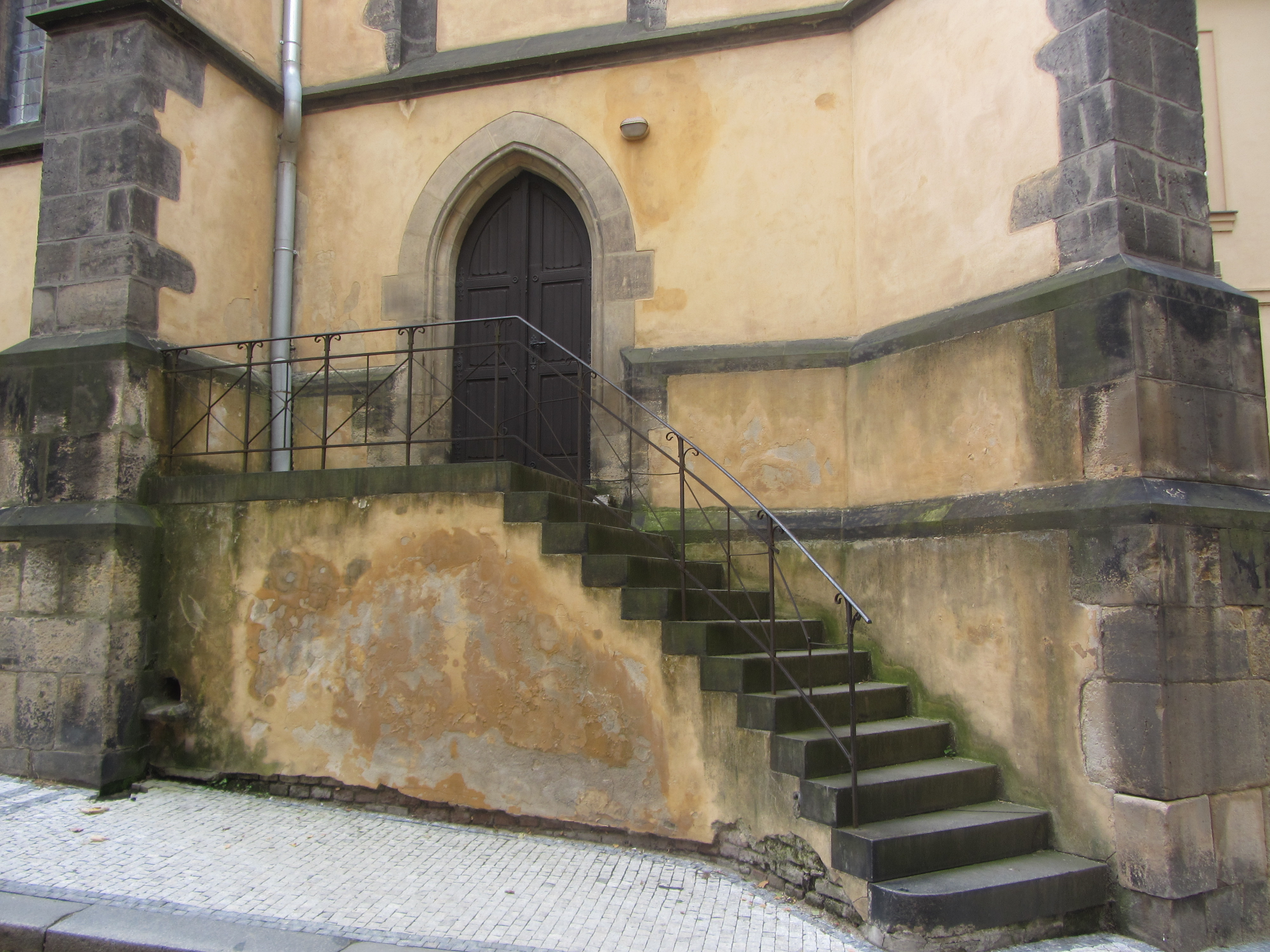
Стреловидный портал (вход) (северная сторона)

Первая волна барокизации проходила в связи с ремонтом церкви в 1671 году, поводом послужил ущерб нанесённый штормом 1670 г., в котором серьёзно пострадали санктусова башня, стропила и остекление окон. Новую санктусову башню с луковичным куполом и барокизированым интерьером, вероятно, создал Даниэль Ринд. В этот период колокольщик Микулаш Лёве перелил большой колокол 1620 года. Потом в нефе костёла установили алтарь Богоматери Староболеславской.
Вторая волна связана с оккупацией святилища прусской армией в 1757 г. Борьба за храм и испытание топлива причинили ущерб кладке и штукатурке. Ремонт в этом случае привёл к смене интерьера: установлен новый алтарь, для соборной башни Яном Кюнером отлиты два новых колокола — крупный Аполлинарий и меньший Анна. Значительное вмешательство было 1768 году при размещении в западной части нефа нового органа со скульптурами святого Вацлава и двух ангелов на старой готической трибуне.

### Реготизация (1893—1898)

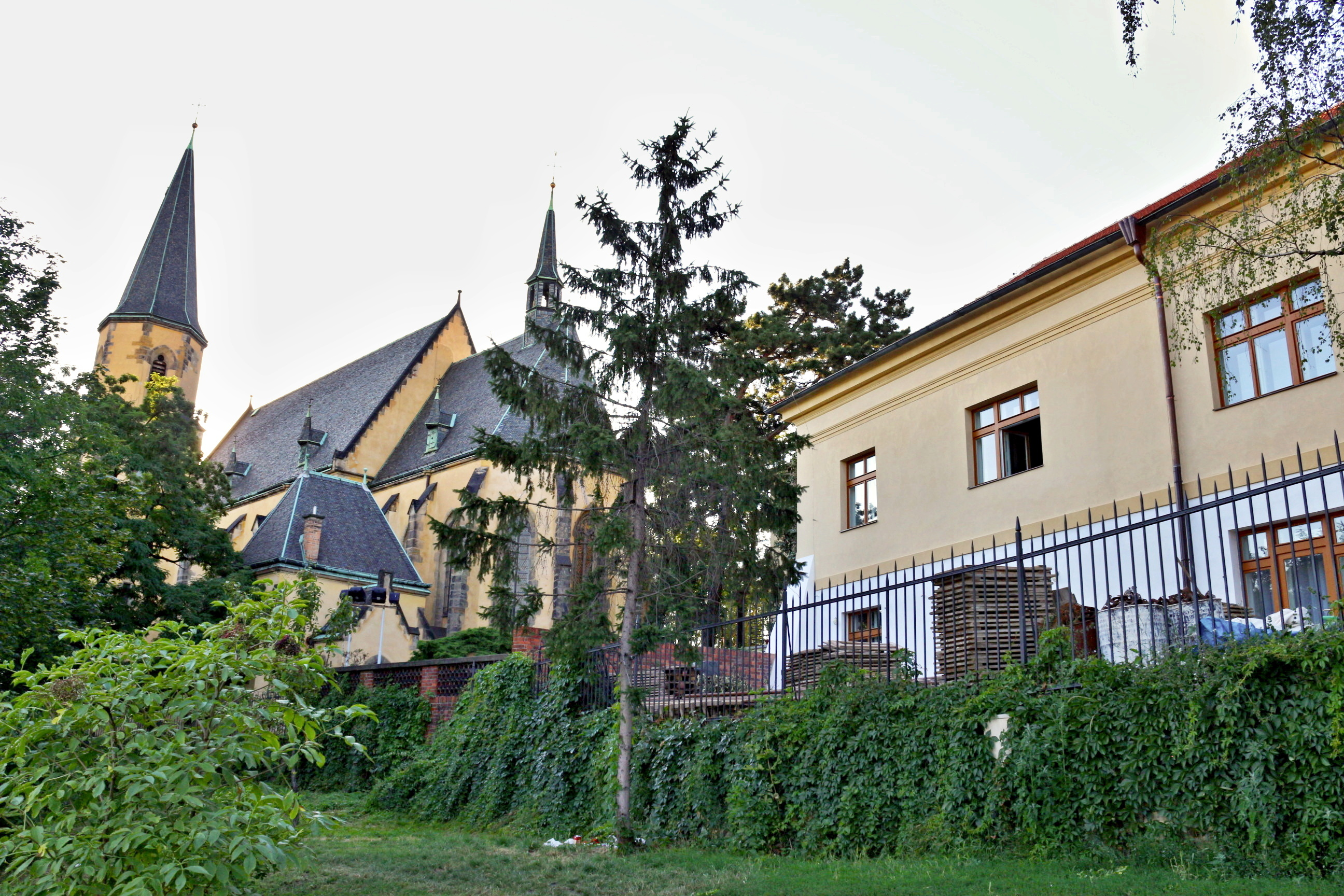
Церковь св. Аполлинария (слева) и здание прихода (справа)

В XIX столетии на костёле появились статические трещины, поэтому было решено провести его ремонт и реготизацию. За реконструкцию взялся архитектор Йосеф Моцкер. В западной части снесли старую готическую трибуну, заменив её копией. В окнах нефа и пресбитерия повреждённые детали сменили на новые. Изменили и два северных входа, главный был Моцкером только отремонтирован, тогда как второй, меньший готический стрельчатый портал, заменён псевдоготическим. Оба входа снабдили новыми дверьми по проекту Моцкера. Западный щит нефа снесли, заменив аналогичным. Всё здание обеспечили новыми стропилами, а в экстерьере поменяли выветрившееся блоки и по-новому оштукатурили строение. В южной стене пресбитерия прорубили новый вход, ведущий к новой пристроенной псевдоготической ризнице, соединив тем самым хор с лестницей. После отремонтировали внутреннюю лестницу башни.
Псевдоготическим является и коронообразный карниз. В интерьере Моцкер обнаружил первоначальную готическую настенную живопись и, по-видимому, первичные полихромные сводчатые арки.

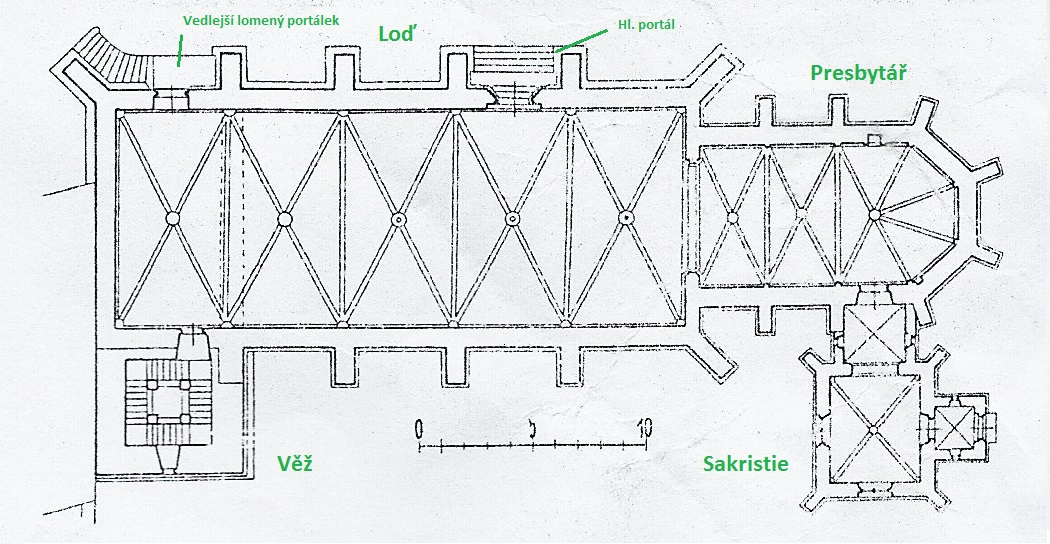
План церкви св. Аполлинария

В 2016 году прошла реконструкция здания прихода.

## Описание
Планировка храма выполнена как однонефная с узким пятигранным пресбитерием и боковой башней в южном углу строения. Её дополняет квадратная ризница с прихожей.

### Неф
Спланированный, как вытянутый прямоугольник с пятью поперечными стропилами, экстерьер нефа довольно строгий, обогащенный только десятью массивными односторонними опорными столбами, которые укреплены блоками из песчаника и опоясываются в нижней трети гофрированным карнизом.
На верхней опоре можно видеть комбинацию стоечных и седловых навесов. Наружные опорные столбы поставлены диагонально. Большие стрельчатые окна помещения дают хорошее освещение.
Сохранилась в первоначальном виде широкая каменная отделка откоса. Кое-где можно увидеть и каменные знаки. На западной стене костёла было окно, которое заделали ещё в 16 столетии, сегодня оно скрыто под штукатуркой. На западе и востоке зал завершается крутыми треугольными щитами. Западный щит разделен тремя стрельчатыми впалыми нишами. В неф сегодня ведут два входа с севера.
Важная составная часть внутреннего пространства — обширный крестообразный рёберный свод, имеющий почти полукруглую слегка стреловидную форму. Вес каменного грушевидного ребра распределяется на пятиугольные округлые консоли стен, сверху они соединены умеренно выступающими круглыми соединениями.
Псевдоготический каменный хор на западе сформирован двумя стреловидными профильными аркадами и центральной стойкой, кульминационное стропило лоджии украшено нечётным количеством кружков. Средняя стойка держит полустолб, несущий профильный эркер, который был первоначально разработан для трибун алтаря. Орган, расположенный на хоре относятся к концу XIX века.

### Пресбитерий

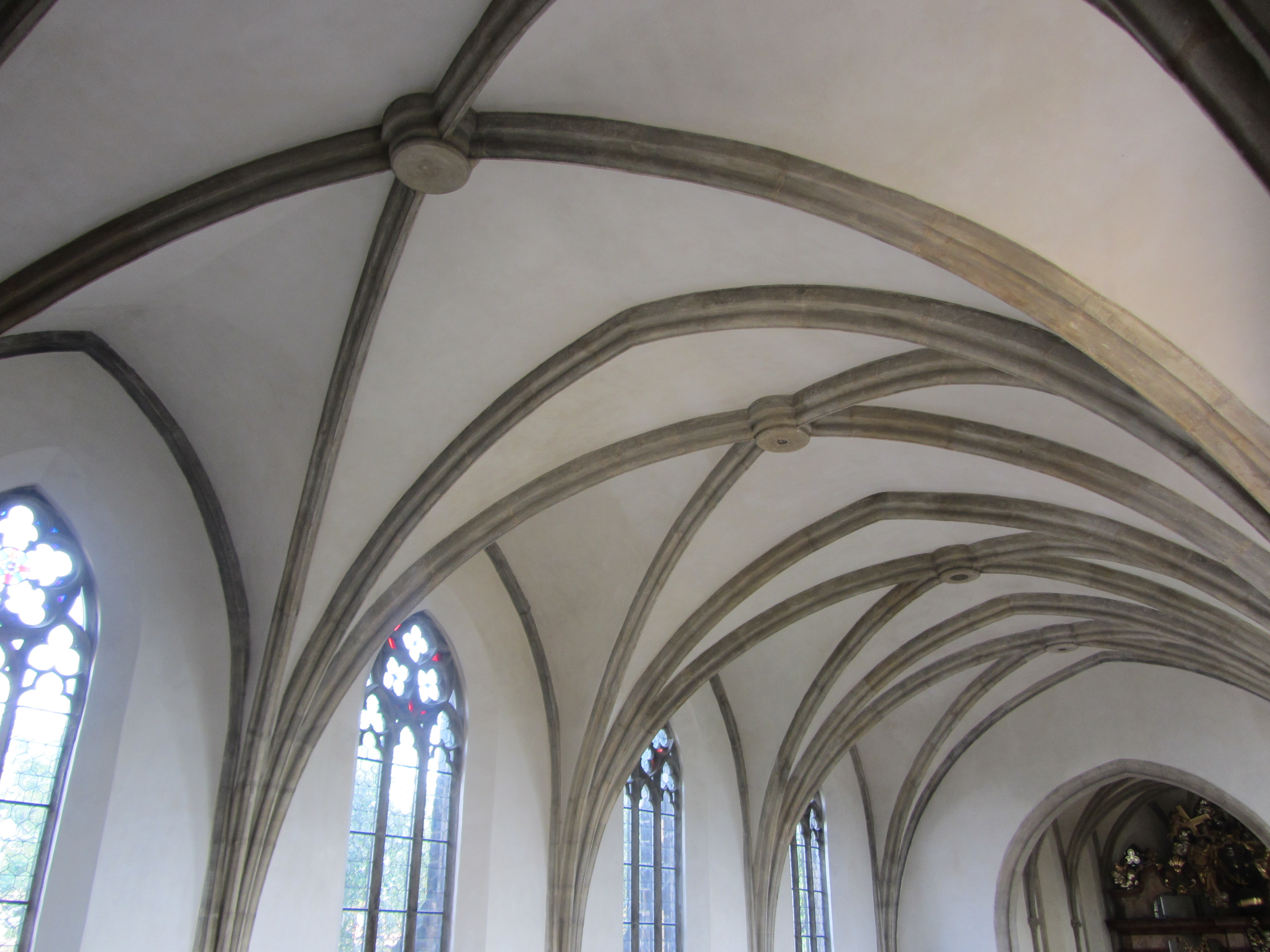
Свод нефа храма св. Аполлинария

Спланирован из двух прямоугольных поперечных стропил с глубокими пятиконечными концами. Пресбитерий установлен на том же цоколе, что и неф. Он поддерживается восемью опорными стойками, напоминающими арочные дуги, поддерживающие неф, но намного меньше.
Окна пресбитерия гораздо уже, чем в нефе, и выполнены только двумя полукругами. Как и в нефе, окна парапета установлены на профильный гофрированный карниз, однако, в отличие от нефа, внутри пресбитерия они повторяются и из уступа поднимаются узкие округлые стебли дуги свода, верх которых украшен скульптурными головами с покрытыми тонкими многоугольными профильными накладками из которых расходятся плоские грушевые рёбра, фиксирующиеся наверху торцовым креплением. Арки по-прежнему дополняют поперечные рёбра, описывая полукруг, создавая впечатление арочного помещения.
Пресбитерий соединен с нефом каменной стрельчатой триумфальной аркой на профилированном цоколе с двухсторонним скосом, с глубоким жёлобом в откосе. Пресбитерий подобно нефу вымощен каменными плитами.

### Башня
Планировка башни квадратная и соединяется с нефом в самом западном стропиле южной стороны, она стоит на том же цоколе, что и остальная часть костёла. Её угловая кладка оштукатурена и на каждом углу видна усиленная блочная арматура. Конструкцию можно разделить на две части. Первая, нижняя часть горизонтально разделена на три секции. Стены нижнего отдела гладкие, необрамленные окнами. Средняя, как и верхняя секция, уже обрамлены двумя прямоугольными окнами на юге и одним на востоке. В верхней части есть три больших стреловидных окна, выходящих на юг, восток и запад. На север выходит прямоугольное щелевое окошко.
Вторая часть состоит из готического октагона, стены которого разделены четырьмя стреловидными окнами с каменными откосами. Башню венчает крутая пирамидальная крыша.
Подиум, ранее служивший ризницей, во время реорганизации утратил эту функцию. Каменная лестница башни, поддерживаемая четырьмя колоннами, служит для подъёма и спуска с XIX века. Крестовый свод первого этажа из-за тяжести демонтирован. Второй этаж ремонтировался в XIX веке, но сохранил своё единое пространство, вымощенное кирпичным полом и с потолочными балками времён реготизации.
Внутри готического октагона расположена звонница, в которой сохранился единственный колокол святого Аполлинария. Колокол украшают сцены с растениями, рельеф святого Аполлинария и выгравированная латинская надпись с хронограммой.

## Убранство
Большая часть обстановки храма взята в 1780 году из собора Девы Марии на Карлове, который в то время был разрушен.

### Пресбитерий
Весь конец пресбитерия закрыт главным алтарем Успение Девы Марии, перенесённый с Карлова в 1740-44 гг. Его скиния содержит небольшую резьбу голгофы, относящеюся к 1800 году, с фигурами ангелов по обеим сторонам. Над шатром высится скульптура, изображающая восхождение Девы Марии на небо, где её ожидает венчание Святой Троицей. На главном карнизе стоят четыре статуи жестикулирующих евангелистов. Предположительно все статуи алтаря из мастерской Р. Прахнера. Перед алтарем стоят два больших оловянных подсвечника второй половины XVII века.
За алтарём в пресбитерии на южной стороне находится алтарь Голгофы, украшенный статуями Девы Марии и Св. Яна Евангелиста, сделанные, вероятно, где-то в 1730 года чешским барочным скульптором Яном Антонином Китайнером. Низ алтаря (menza) покрывает занавес XVIII века, так называемый антепендиум. Внутри мензы находится сундук с останками карловских монахов, убитых в 1611 году. Сундук происходит с Карлова.
В южной стене пресбитерия есть оригинальное готическое святилище, в северной стене — святилище позднего Ренессанса с удивительной железной кованной дверью. На северной стене пресбитерия можно полюбоваться картинами «Двенадцатилетний Иисусом в храме» и «Христос и прелюбодейка», написанными австрийским художником Михаэлем Вацлавом Халбаксом.

### Неф
У триумфальной арки, разделяющей неф с пресбитерием, расположена церковная кафедра приблизительно XVIII века, но вероятно, это не оригинал. Амбон украшает сцену с двумя ангелами, которые, по-видимому, символизируют Безмолвие и Жизнь святого Яна Непомуцкого. Три фигурки ангелов венчают крышу кафедры, одна из которых несёт митру епископа святого Аполлинария. Скульптуры скорее всего выполнены скульптором Р. Прахнером. Самый верх завершает статуя святого Яна Непомуцкого, очевидно, чешско-австрийского скульптора И. Платцера.
За триумфальной аркой симметрично расположены два боковых алтаря. С южной стороны — алтарь Девы Марии Карловской, с северной — алтарь Рождества Девы Марии. Южный алтарь панельного типа, украшенный объёмными статуями Св. Вацлава и Яна Непомуцкого, перенесён с Карлова в конце первой половины XVII столетия. Скульптуры, вероятно, из мастерской пражского скульптора Яна Йиржи Шланзовского. Среди скульптур есть образ Девы Марии Карловской, написанный в 1697 году чешско-немецким художником Яном Йиржим Хайншом, вдохновленным рисунком бюста Девы Марии, расположенном в северном нефом алтаре. Картина, на которой беременная женщина молится и приносит в дар множество золотых и серебряных предметов, прославилась как чудотворная. Часть надставки алтаря — образ Девы Марии Помощницы (Пасовкой) — вольная копия конца первой половины XVII века. Второй упомянутый боковой алтарь — алтарь Рождества Богородицы 1730-40 гг, скорее всего, оригинал, в нём повторяется схема южного алтаря. В середине изображён образ, окружённый двумя фигурами святых Андрея и Николая. В надставке алтаря находится копия образа Девы Марии Помощницы (Пасовкой). В нижней части алтаря (мензе) — ещё одно художественное произведение — работа художника Моннота — изображение бюста Девы Марии в латунной позолоченной раме, перенесённое с Карлова.
Также стоит упомянуть надгробную плиту Юлиана Длоховецкого 1671 года, установленную в южной стене нефа или оловянной купели в виде перевернутого колокола, стоящего на трёх ногах с лапами и головами бородачей.
Стены нефа украшают оригинальные готические фрески из так называемого красивого стиля конца XIV века. Фрески южной стены нефа изображают сцену передачи ключей святому Петру Христом. Фигуры стоят в окружении апостолов, а под ногами у них изображены бюсты пророков. На противоположной стене изображена стоящая Дева Мария в защитном плаще в окружении шести святых с каждой стороны, под ногами у них изображены бюсты пророков подобный тем, что на южной стене.

## Галерея — интерьер церкви

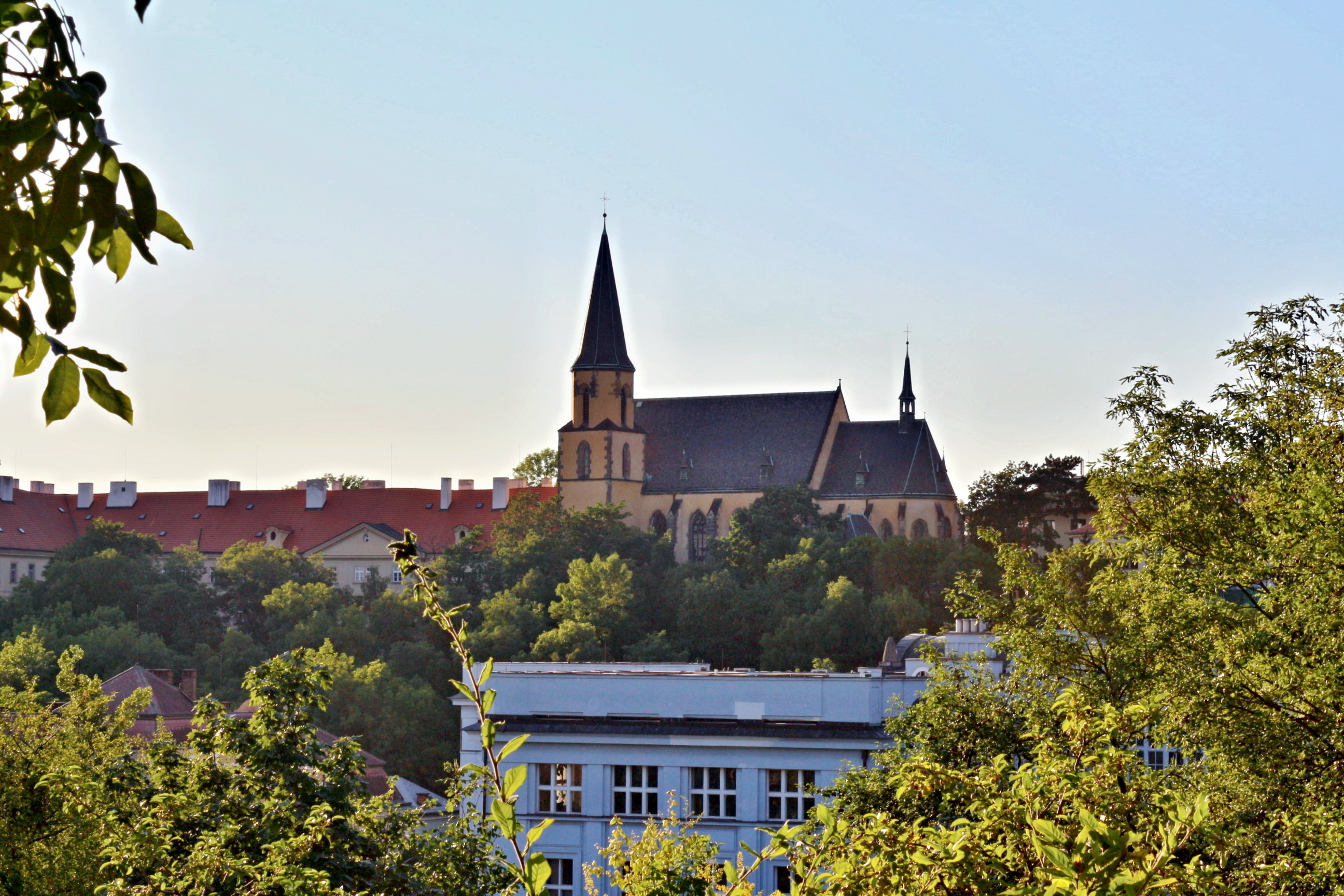
Силуэт церкви святого Аполлинария с Карлова
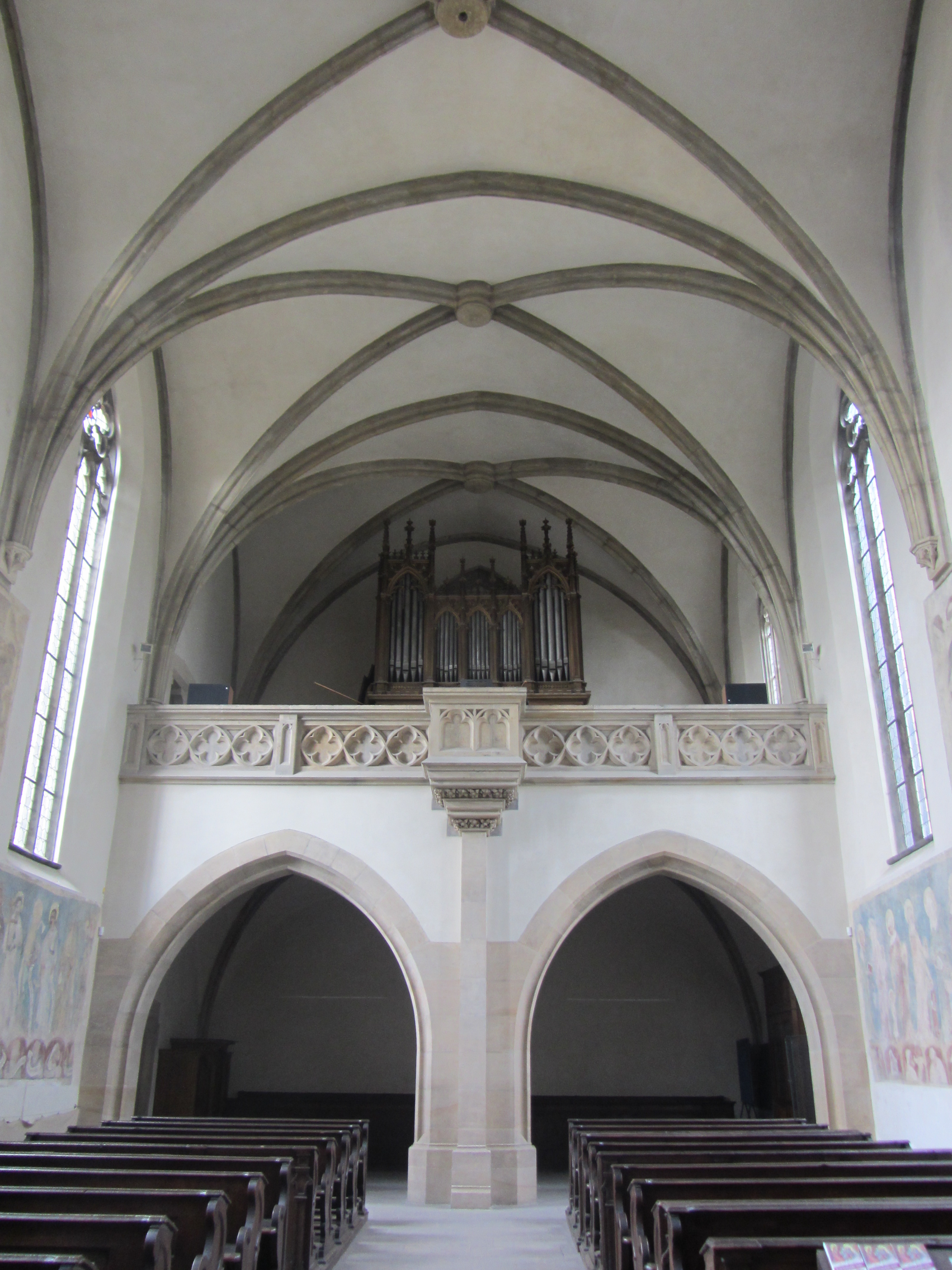
Внешний вид церковного хора и органа
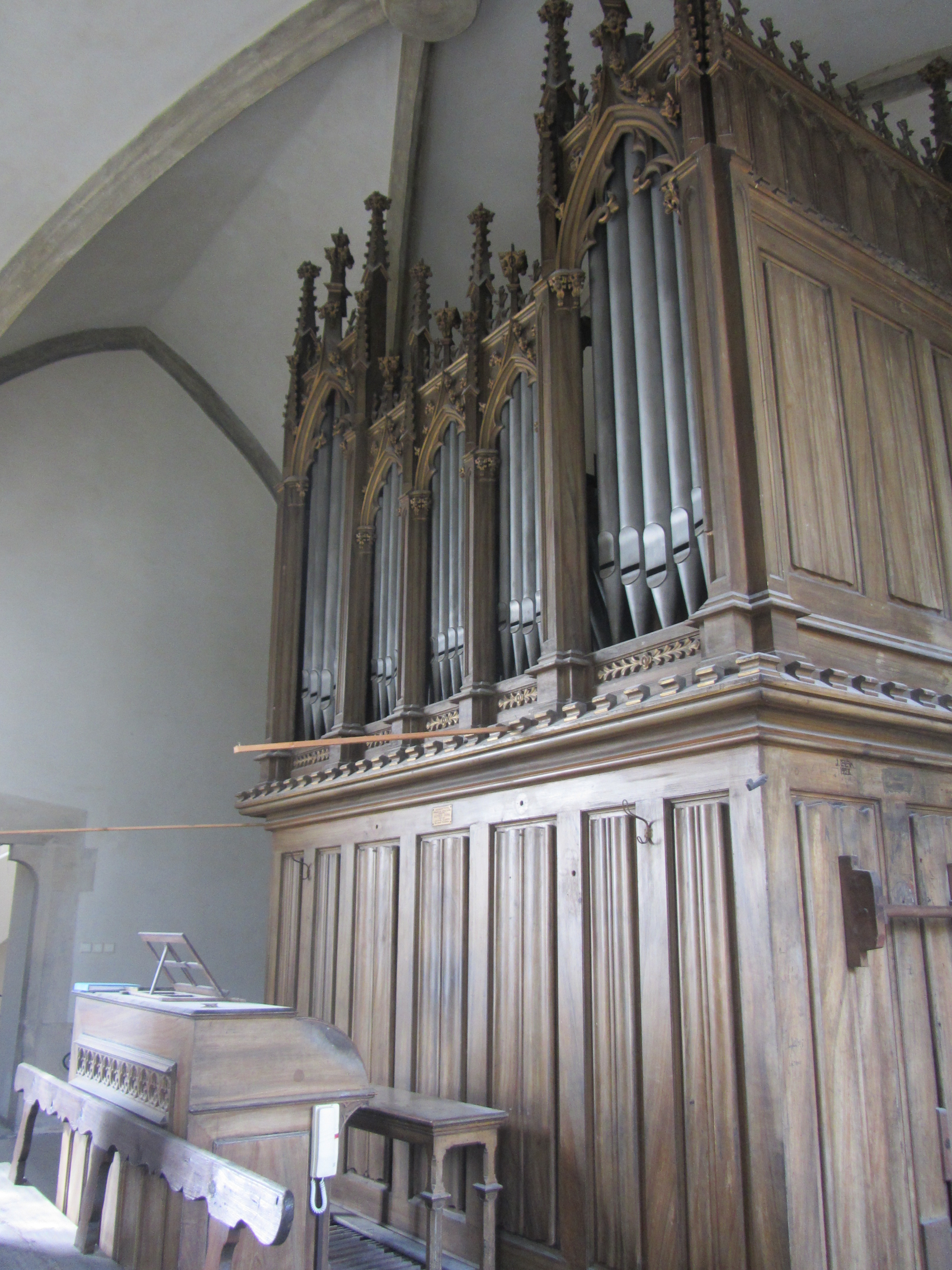
Орган (конец XIX столетия)
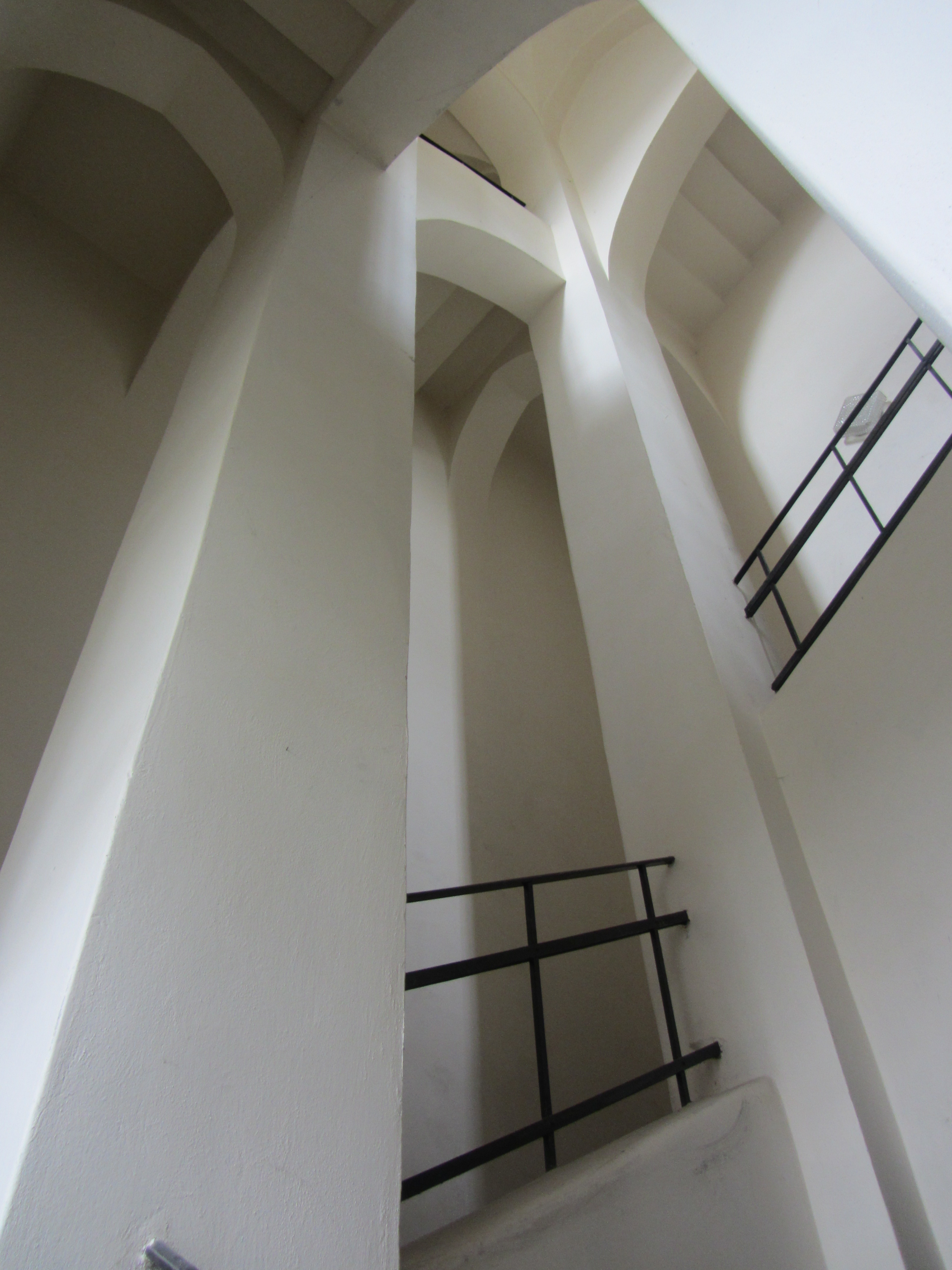
Лестница, ведущая на хор и башню
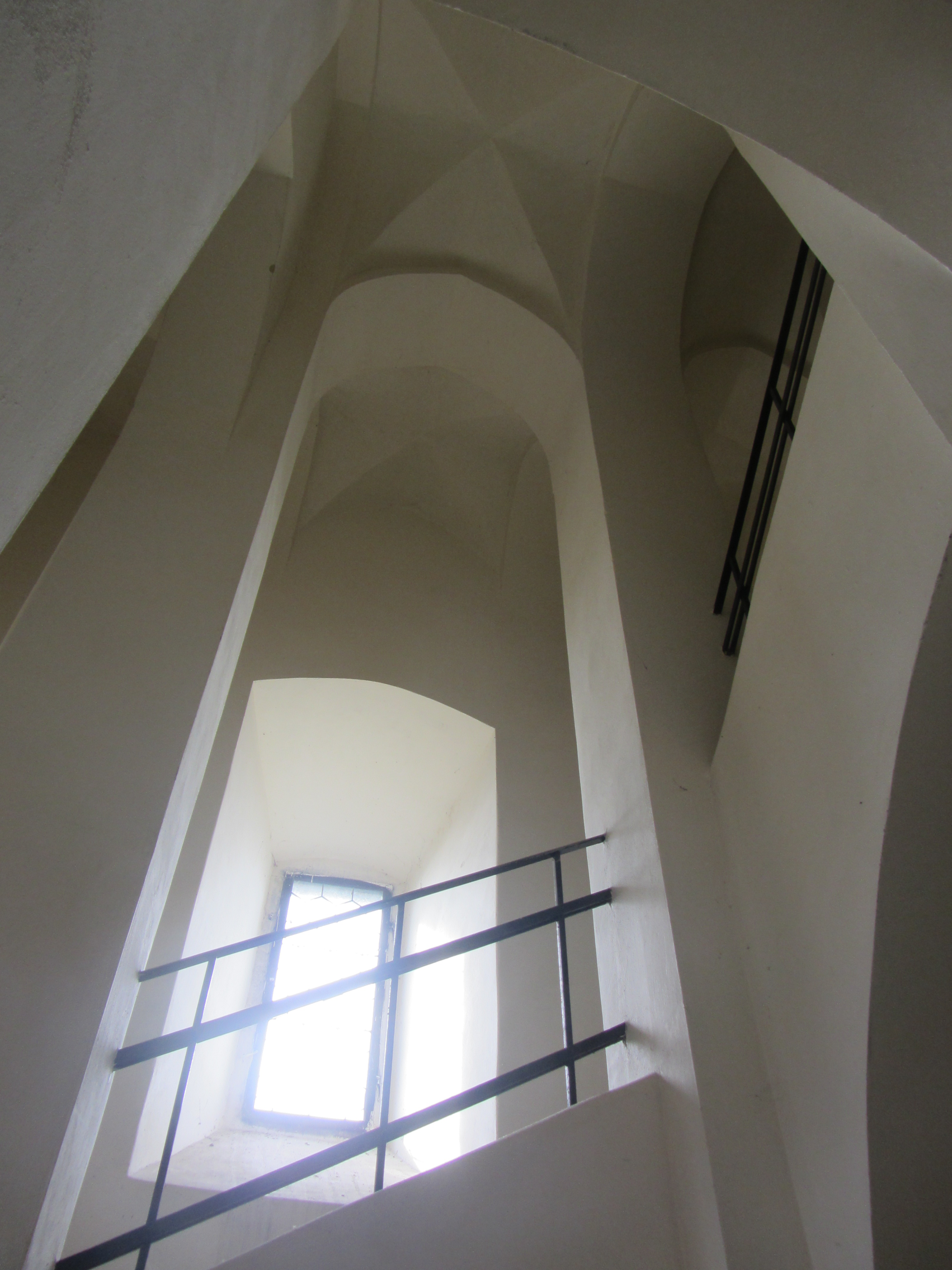
Лестница, ведущая на хор и башню
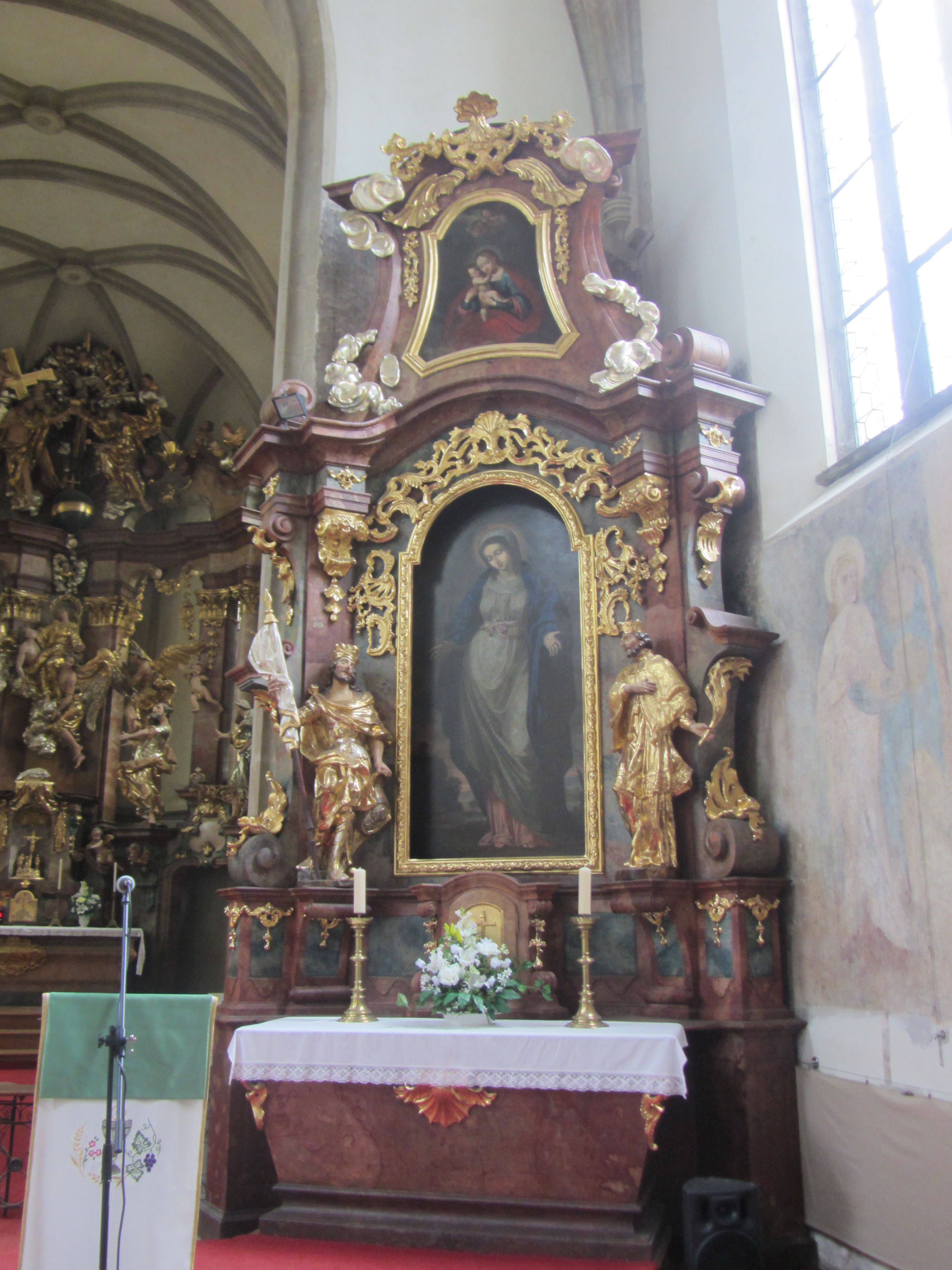
Южный боковой алтарь нефа (алтарь Девы Марии Карловской)
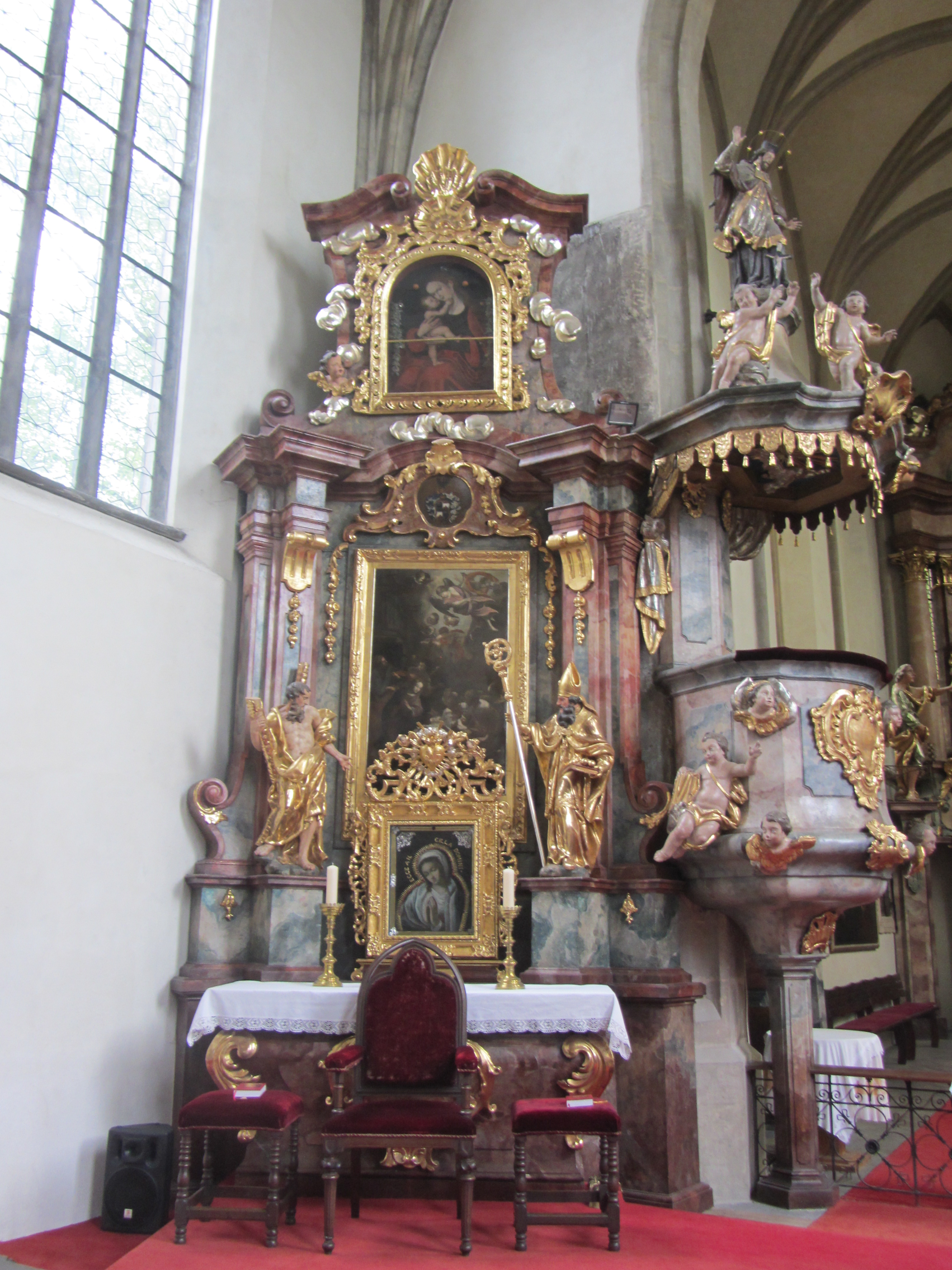
Северный боковой алтарь нефа (алтарь Рождества Девы Марии)
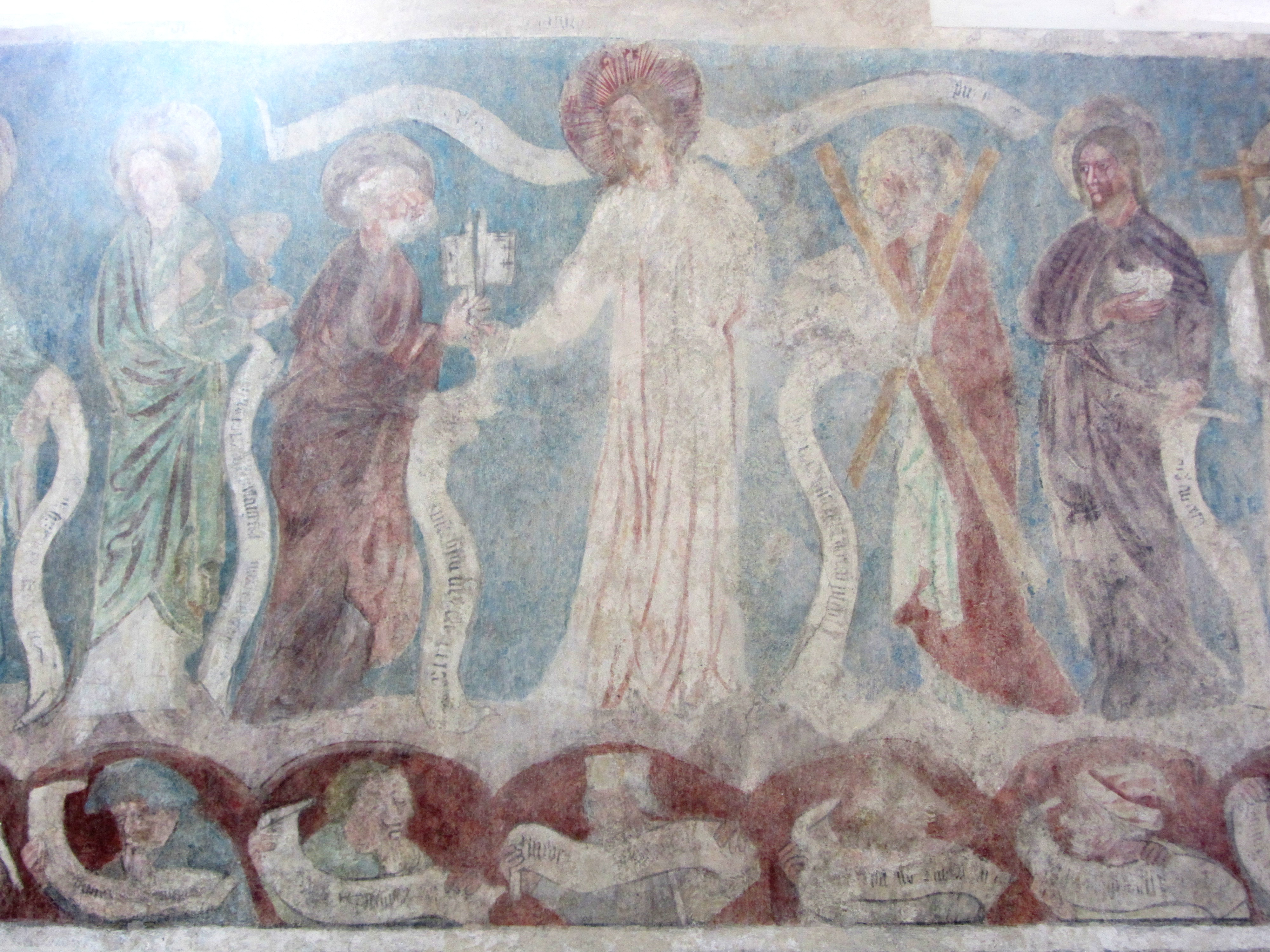
Сцена передачи ключей святому Петру Христом (южная стена нефа)

## Интересный факт

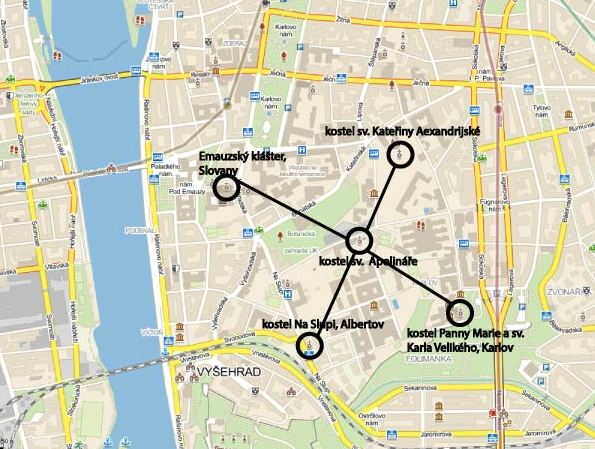
Крест церквей

В некоторых источниках можно найти гипотезу о связи геометрического положения местности и христианской мистики с расположением важных зданий, построенных во времена Карла IV. Пять церквей Нового города, основанных Карлом, образуют правильный крест. Северо-южное плечо — соединение церквей святой Катерины и Благовещения Пресвятой Богородицы на Слупи, западно-восточное плечо — храмы Вознесения Девы Марии, Святого Карла Великого и Девы Марии на Слованех, плечи пересекаются в костёле святого Аполлинария. Башни церквей на Травничке (Благовещения Пресвятой Богородицы на Слупи), Аполлинария, Катерины стоят в одной линии и имеют одинаковые архитектурные характеристики, что порождает версию о запланированном расположение этих святилищ в начальной планировке Нового города, хотя фактические храмовые сооружения строились постепенно (Словены 1347, Карлов 1352, Екатерининская 1355, Травничек 1360, святой Аполлинарий 1362). Крест зданий в средние века означал особое благословение для города. Его вертикальный луч, продлённый к югу, заканчивается на Вышеграде около построенного на храмовой оси собора святых Петра и Павла.
Момент возникновения коллегии в Садске связан с легендой: «Борис II в споре с братом Владиславом, был арестован императором Генрихом и выслан в Германию. В крепости Хамерштейна на Рейне он в заточении провёл шесть лет и император уже хотел его казнить. Но, Борису II является святой Аполлинарий, ученик апостола и мученика святого Петра, с вопросом: „Хочет ли он вернутся в Чехию?“ И в тот же момент милостивый святой переносит его на родину близ нынешнего города Садска, любимую резиденцию пражских князей в густых лесах тогдашних Славниковцев. Поэтому, именно там князь в 1118 году заложил костёл и коллегиальную капитулу. С тех времён в Чехии чтут святого Аполлинария (праздник 23 июля)». Опубликованная Франтишком Рутом история, не имеет упоминания о каком-либо источнике, поэтому, её происхождение весьма противоречиво.

## Окрестности

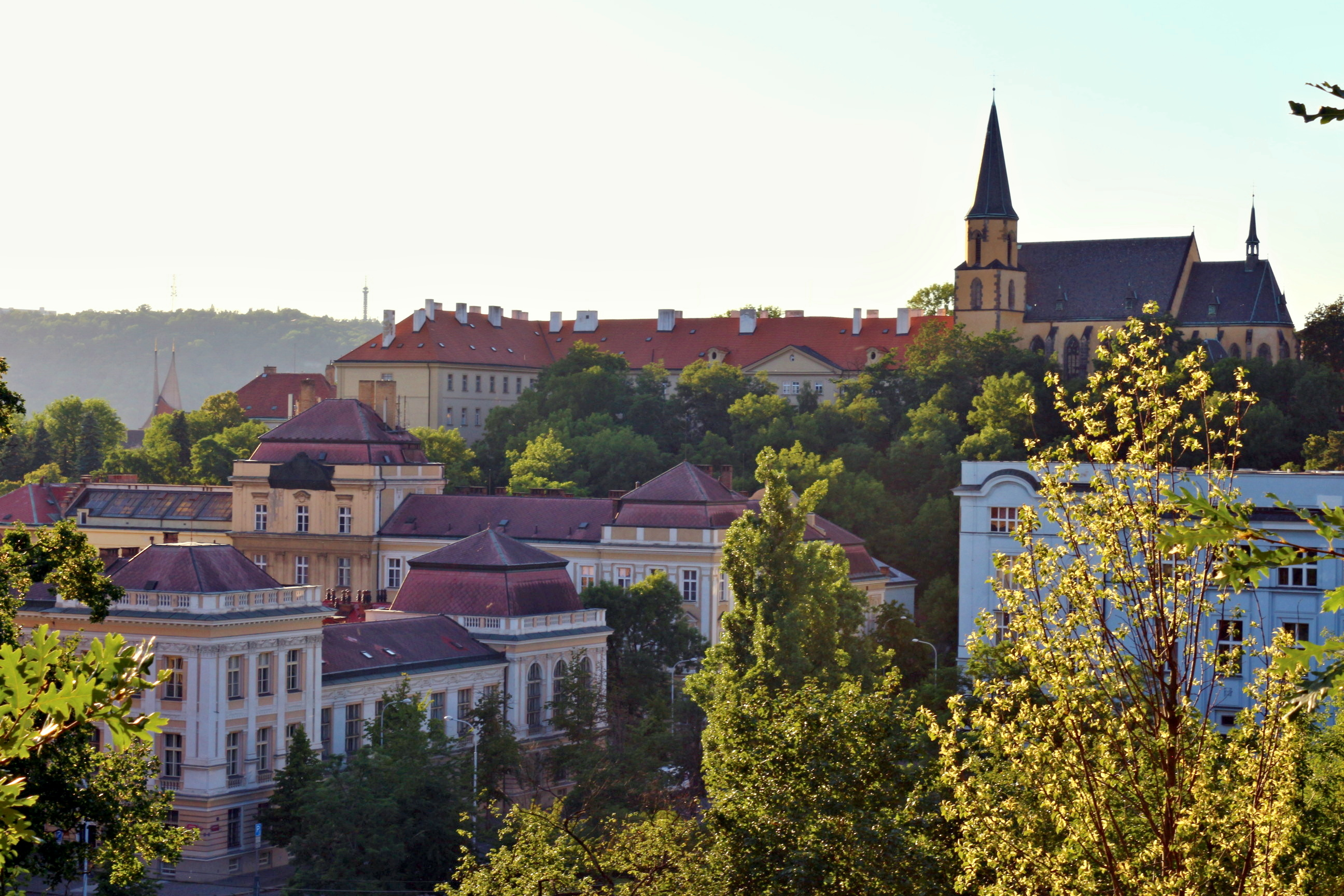
Силуэт церкви с Карлова

В близости от церкви находится ботанический сад природоведческих факультетов Карлова университета в Праге, геологическая и биологическая секции факультета естественных наук, физико-математический факультет Карлова университета, кафедра патологии 1-го медицинского факультета и Генеральной клинической больницы или госпиталя святой Елизаветы. Стоит отметить два близлежащих собора — церковь Девы Марии Семискорбной
(у олжбетинок) с часовней святого Фёклы и храм Вознесения Девы Марии и Святого Карла Великого в Карлове.
Костёл также дал своё название улице и близлежащему родильному дому у Аполлинария.